# Ceiba (geslacht)
Ceiba is een geslacht van bomen uit de kaasjeskruidfamilie (Malvaceae). The Plant List accepteert twintig soorten, waaronder de soorten die voorheen bij het geslacht Chorisia waren ingedeeld. De Flora of China accepteert zeventien soorten, waarvan er één voorkomt in West-Afrika en de rest in tropisch Amerika.
Van de kapokboom (Ceiba pentandra) wordt het vruchtpluis gebruikt als vulmateriaal in hoofdkussens.

## Soorten
- Ceiba acuminata (S.Watson) Rose
- Ceiba aesculifolia (Kunth) Britten & Baker f.
- Ceiba boliviana Britten & Baker f.
- Ceiba chodatii (Hassl.) Ravenna
- Ceiba crispiflora (Kunth) Ravenna
- Ceiba erianthos (Cav.) K.Schum.
- Ceiba glaziovii (Kuntze) K.Schum.
- Ceiba insignis (Kunth) P.E.Gibbs & Semir
- Ceiba jasminodora (A.St.-Hil.) K.Schum.
- Ceiba lupuna P.E.Gibbs & Semir
- Ceiba pentandra (L.) Gaertn. - Kapokboom
- Ceiba pubiflora (A.St.-Hil.) K.Schum.
- Ceiba rubriflora Carv.-Sobr. & L.P.Queiroz
- Ceiba salmonea (Ulbr.) Bakh.
- Ceiba samauma (Mart.) K.Schum.
- Ceiba schottii Britten & Baker f.
- Ceiba soluta (Donn.Sm.) Ravenna
- Ceiba speciosa (A.St.-Hil., A.Juss. & Cambess.) Ravenna
- Ceiba trischistandra (A.Gray) Bakh.
- Ceiba ventricosa (Nees & Mart.) Ravenna

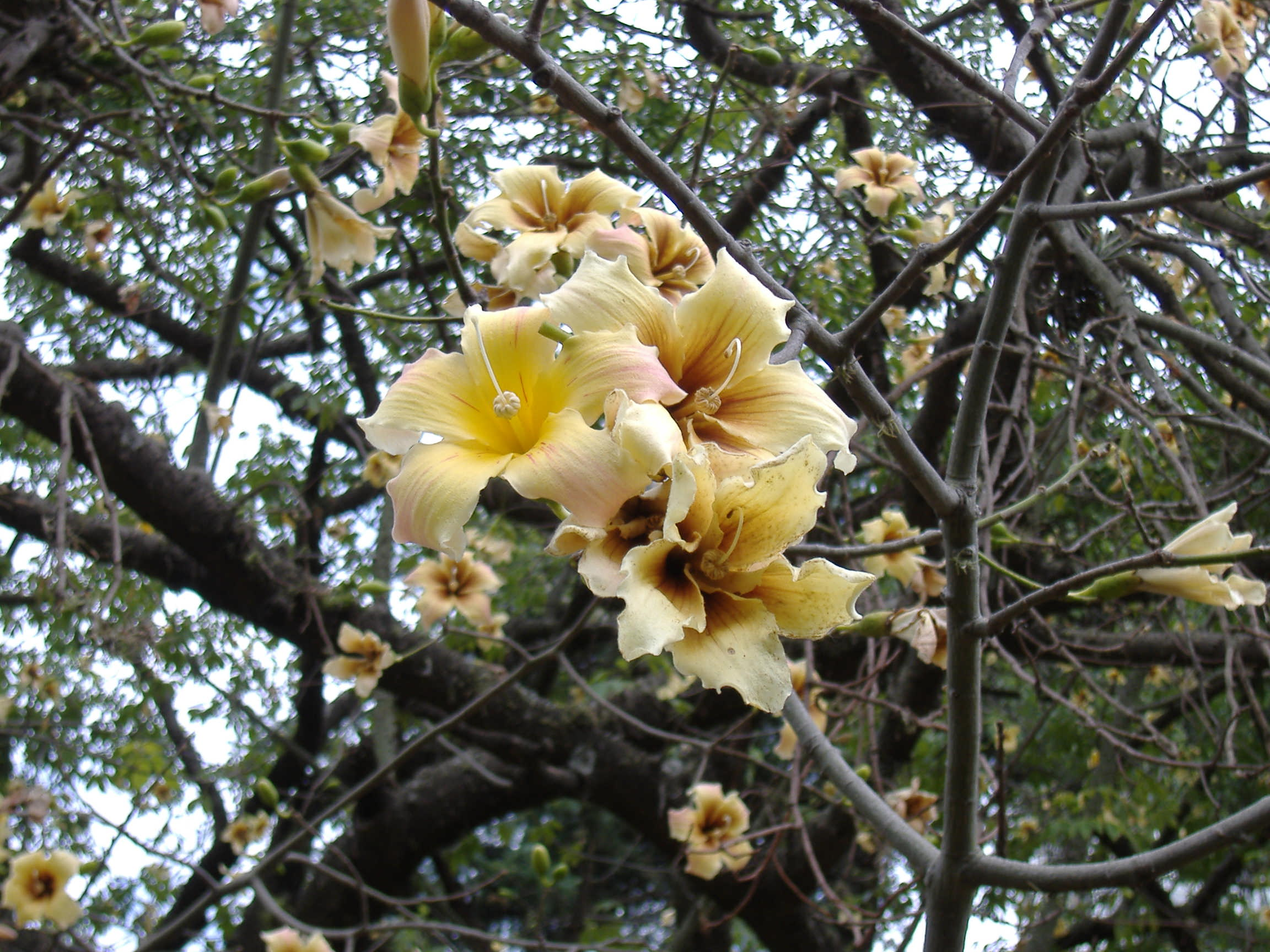
Ceiba chodatii
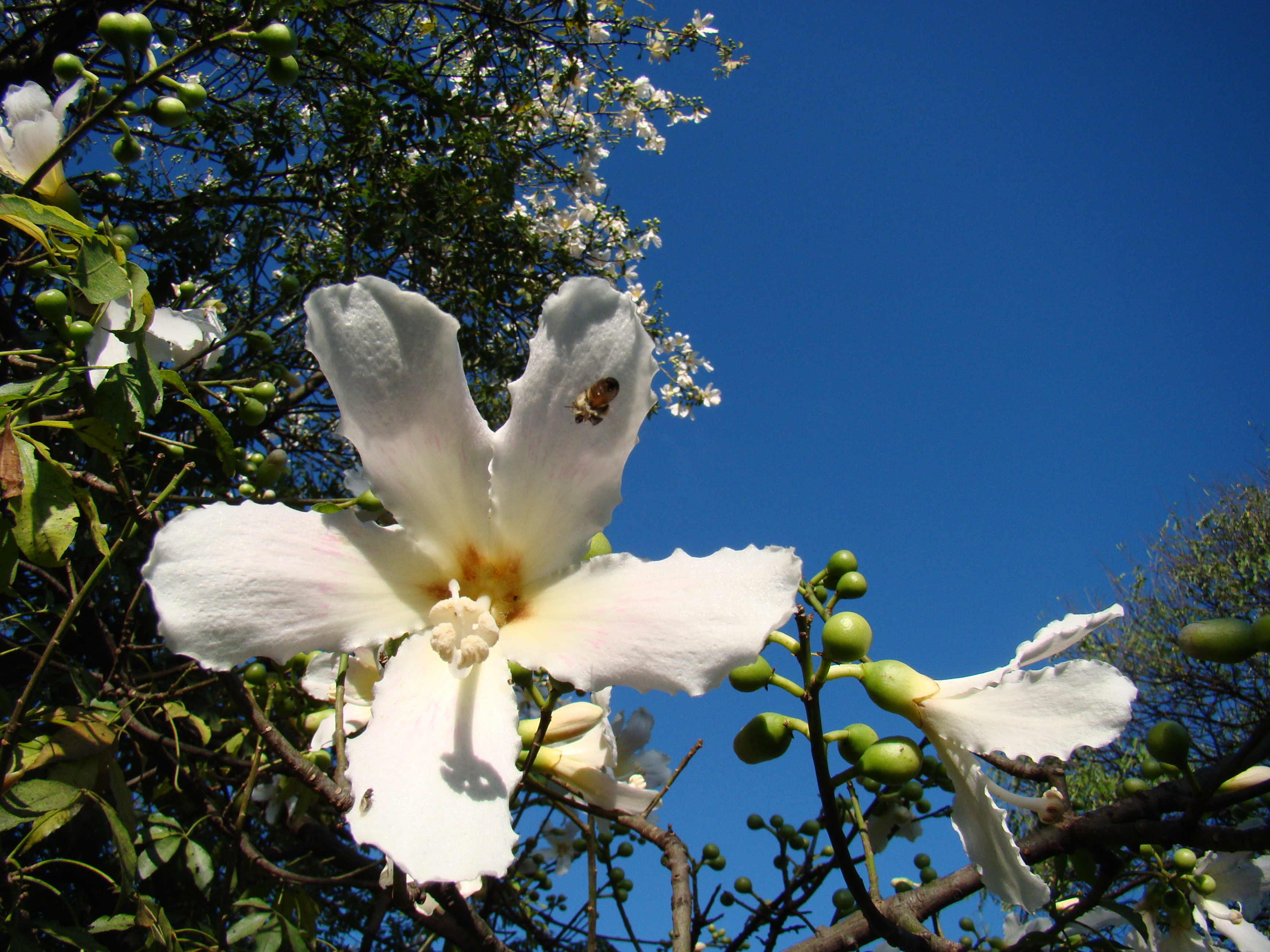
Ceiba glaziovii
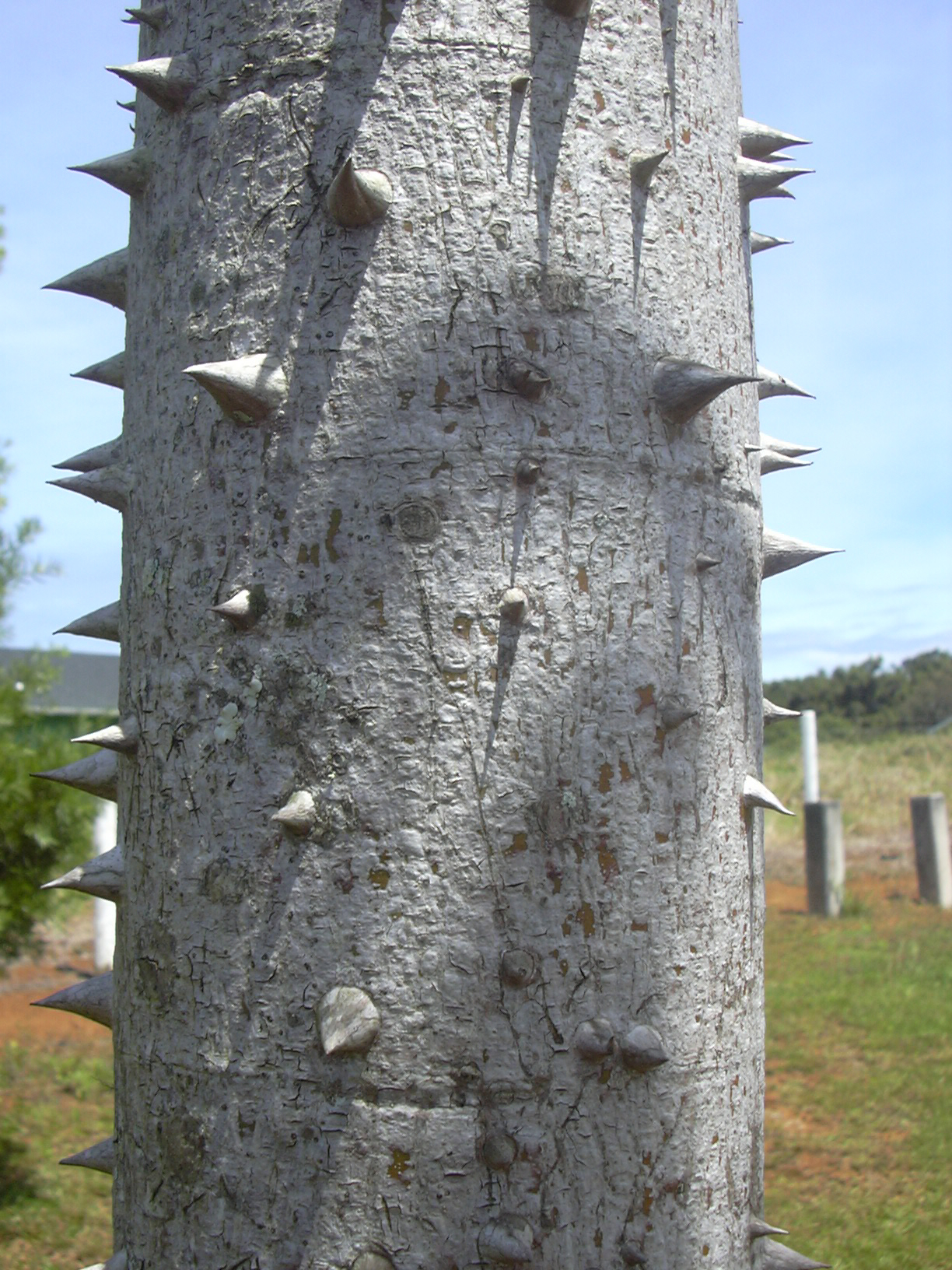
Kapokboom (Ceiba pentandra)
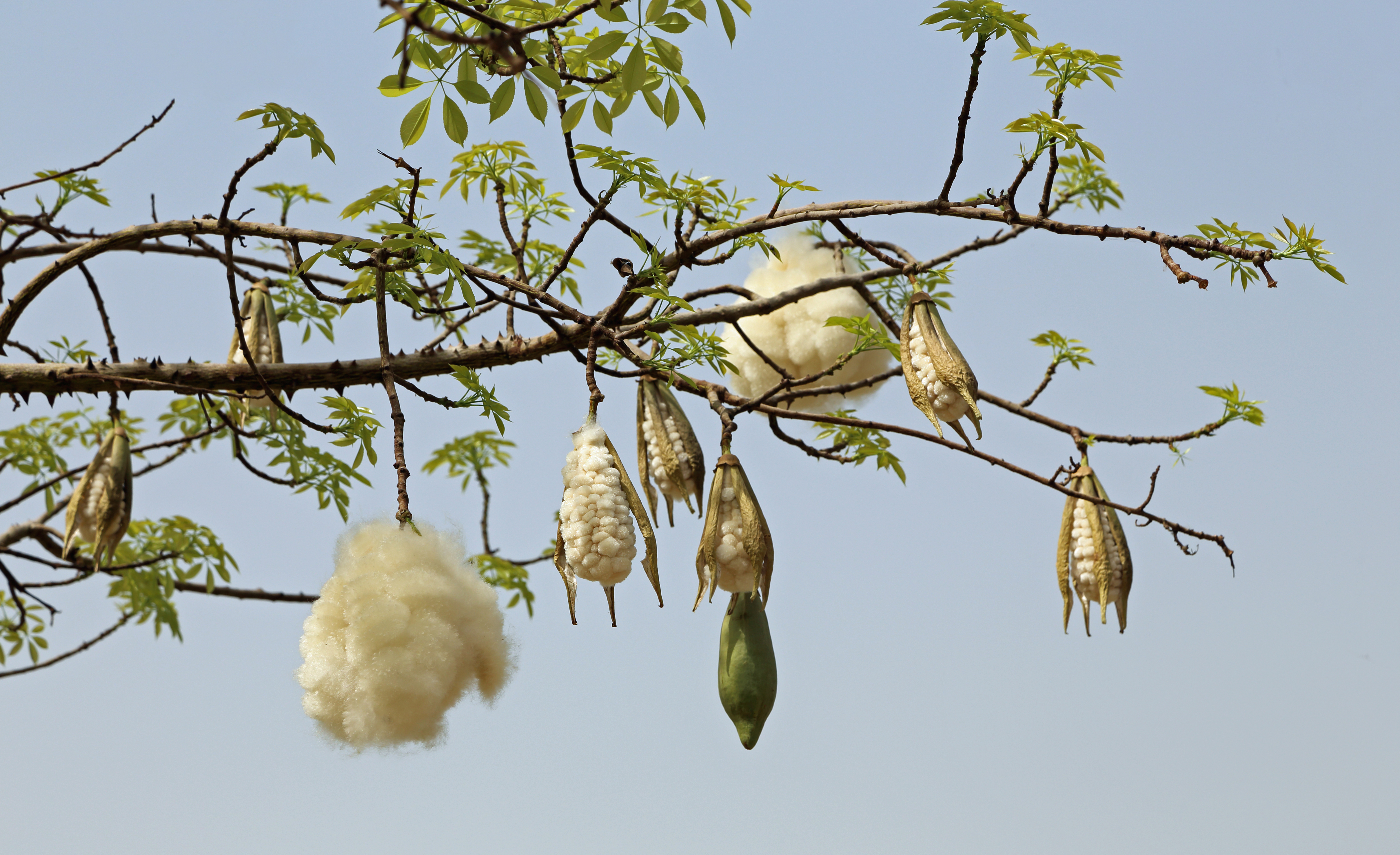
Tak van een Zijdeboom (Ceiba speciosa) met rijpe en open vruchten